# Ex (szövegszerkesztő)
Az ex (az angol EXtended ’kiterjesztett, bővített’ rövidítéséből) egy soralapú szövegszerkesztő a Unix rendszerekben.
Az ex a standard Unix-szerkesztőnek, az ednek egy fejlettebb változata, mely a Berkeley Software Distributionban szerepelt először. Az ex azonos az eddel, annyi különbséggel, hogy több opció található benne és sokkal barátságosabb.
Az ex végül kapott egy képernyőorientált felületet, így lett belőle a vi szövegszerkesztő. Annak ellenére, hogy nagy az átfedés az ex és a vi funkciói között, néhány dolgot csak ex parancsok használatával lehet elérni, így továbbra is hasznos. A kereséshez és a cseréhez kapcsolódó ex parancsok elengedhetetlenek a vi számára. Például a vi által kiadott ex parancs :%s/XXX/YYY/g XXX minden előfordulását YYY-ra cseréli. A % azt jelenti, hogy a parancs a fájl minden sorára vonatkozik. A g globálist jelent, vagyis minden sor minden előfordulását cseréli (ha ez nincs megadva, akkor csak minden sor első előfordulását cseréli).

## Opciók
Az ex a következő opciókat ismeri fel:
- - (elavult) leállítja az interaktív felhasználói visszajelzést
- -s (csak XPG4) leállítja az interaktív felhasználói visszajelzést
- -l lisp szerkesztői opciók beállítása
- -r megadott fájl helyreállítása rendszer-meghibásodás után
- -R írásvédetté tesz
- -t egy bizonyos taget tartalmazó fájl Tag szerkesztése
- -v vizuális mód (vi) megnyitása
- -w ablak méretének megadása
- -x titkosítási mód beállítása
- -C titkosítási opció
- fájl adja meg a szerkesztendő fájlt

## Külső hivatkozások
- Hivatalos website (angolul)